# Piper albanense
Piper albanense är en pepparväxtart som beskrevs av Truman George Yuncker. Piper albanense ingår i släktet Piper och familjen pepparväxter. Inga underarter finns listade i Catalogue of Life.